# Ur (beek)
De Ur is een beek in de Nederlandse provincie Limburg, die loopt vanaf Stein tot aan de Maas bij Urmond.
De beek ontspringt bij de missiepost aan de Driekoulenweg in Elsloo, uit een aantal putten die Zonput en Ceciliaput genoemd worden. Ter hoogte van het Kasteel Stein, in de buurt van de A76, stroomt de Ur vanuit het Zuid-Limburgse heuvelland het dal van de Maas in en loopt dan langs het Julianakanaal. Hierbij stroomt hij voornamelijk door landbouwgebied. De beek wordt met een open onderleider onder dit kanaal door geleid en stroomt uiteindelijk bij Urmond aan de rechteroever in de Maas, bij Maaskilometer 37,2. Het is een zogenaamde grindwaaiermonding. Bij de monding liggen enkele stuwtjes en een betonnen bruggetje.
Oorspronkelijk mondde de Ur uit in een oude meander van de Maas die langs het Plateau van Graetheide liep. De beek was toen rijk aan kwelwater. Deze monding lag even ten noorden van het huidige dorp Urmond, de grindwaaier van deze monding is nog te herkennen. Op deze plek is echter afval van de DSM gestort, waarna de monding naar een plek ten zuiden van het dorp verlegd is, in een rechte lijn naar de Maas. De beek is tegenwoordig grotendeels genormaliseerd. Vlak voor de monding lozen de rioolwaterzuiveringsinstallaties van Stein en van het industriecomplex Chemelot hun effluent op de beek. Bij de monding ligt veel los puin en beton.
De naam van het dorp Urmond is niet van de Ur afgeleid, maar andersom. De naam Urmond betekent 'over de berg' (munthe = 'berg'). Deze naam ontstond in de 12e eeuw, in die tijd lag de monding van de beek veel westelijker. Later heeft men deze naam foutief opgevat als 'monding van de Ur'; zo heeft de beek zijn naam gekregen.
Tegenwoordig worden er milieu-educatieve activiteiten rond de Ur georganiseerd en zijn er wandel- en fietspaden aangelegd, waaronder een 'Waterleerpad'. Het stroomgebied van de Ur maakt deel uit van een herinrichtingsplan met de naam 'Urdal-Scharberg'. Ook worden er maatregelen genomen om de wateroverlast te beperken.